# مستقیم از کامپتن
مستقیم از کامپتن یا از ناف کامپتن (به انگلیسی: Straight Outta Compton) اولین آلبوم استودیویی گروه هیپ هاپ آمریکایی ان.دابلیو.ای است که در ۹ اوت ۱۹۸۸ در کمپانی ضبط آهنگ روتلس رکوردز که متعلق به ایزی-ئی یکی از اعضا گروه بود، ضبط شد. آلبوم با همکاری مشترک دکتر دره و دی‌جی یلا تولید شده‌است.
این آلبوم به عنوان سابقه و پیشگام گنگستا رپ به همراه ناسزا فراوان، اشعار خشن و توهین به جامعه شناخته می‌شود. هرچند در بسیاری از نقدها اذعان شد که آلبوم بیشتر در حال نشان دادن مشکلات موجود در سطح جامعه آمریکا است. این آلبوم به خاطر متن خاص و سرشار از ناسزا، از پیشگامان سبک گنگستا رپ است و همچنین تحولی در سبک هیپ هاپ ساحل غربی پدید آورده‌ است.
مستقیم از کامپتن، مسیر موسیقی هیپ هاپ ساح غربی را بازتعریف کرد و استفاده از اشعار به شیوهٔ زندگی گانگستری را برای تضمین فروش آثار در متن ترانه‌ها، باب کرد.
آلبوم در ۲۴ سپتامبر سال ۲۰۰۲، دوباره منتشر شد که شامل نسخه ترمیم شده آهنگ‌ها آلبوم است، و حاوی چهار آهنگ جایزه نیز بوده‌است. یک نسخه جدید از آلبوم به همراه چندین ترانه جدید، در ۴ دسامبر سال ۲۰۰۷ میلادی به افتخار بیستمین سال گرد انتشار آلبوم اصلی، منتشر شد. در ۱۴ آوریل سال ۲۰۱۵ میلادی، یونیورسال میوزیک گروپ نسخه محدود آلبوم را در نوار کاست‌های قرمز رنگ به نشانه «بخشی از احترام خود به آلبوم‌های کلاسیک» منتشر کرد.
در سال ۲۰۰۳ میلادی، مجله رولینگ استون آهنگ «لعنت به پلیس» در رده‌بندی «۵۰۰ ترانهٔ برتر همهٔ دوران»، در جایگاه چهارصد و بیست و پنجم قرار داد؛ همچنین رولینگ استون در لیست «۵۰۰ آلبوم موسیقی برتر تاریخ» خود، این آلبوم را در رتبه ۱۴۴ ام قرار داد که پنجمین آلبوم برتر هیپ هاپ بعد از آلبوم‌های، پابلیک انمی: زمان می‌برد تا یک ملت میلیونی ما را عقب نگه دارد؛ ران-دی. ام. سی: آتش‌به‌پاکردن؛ نوتوریوس بی. آی. جی: آماده مردن و دکتر دره: مزمن، در این لیست است.
در سال ۲۰۱۶ میلادی، این آلبوم به تالار مشاهیر گرمی اضافه شد، همچنین مستقیم از کامپتن اولین و تنها آلبوم هیپ-هاپی می‌باشد که به این افتخار دست می‌یابد.

## پیش زمینه

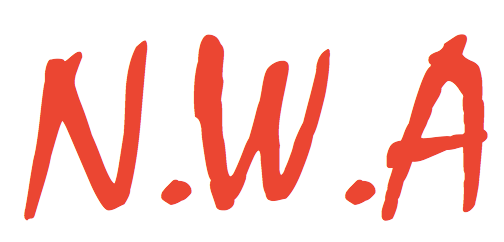
لگو گروه

گروه اوایل سال ۱۹۸۶ در منطقه کامپتن، توسط ایزی-ایی، دکتر دره، آیس کیوب تشکل شد. ایزی-ایی سرمایه ایی که از فروش مواد مخدر کسب کرده بود را برای فعالیت در زمینه موسیقی کنار گذاشته بود؛ دره بعد از تشکیل اولیه گروه، «دیجی یلا» همکار و عضو قدیمی خود در گروه، «وُرد کِلاس رَکینگ کرو» را به گروه اضافه کرد؛ شاهزاده عرب نیز طی ملاقاتی به گروه پیوست؛ و به دنبال آن، آیس کیوب نیز که به تازگی از گروه هیپ-هاپ «سی.آی. ای» جدا شده بود، تصمیم به ملحق شدن به ان. دابلیو. ای نمود؛ در آخر، ام سی رن که یکی از دوستان دکتر دره بود، در ملاقاتی در کلوب شبانه ایی که در آن دیجی یلا و دره به کار مشغول بودند؛ با اعضا گروه آشنا و در آخر نیز به گروه پیوست.
در ۱۳ اوت ۱۹۸۷، گروه سه تک‌آهنگ «منطقه وحشت»، «ساقی» و «هشت توپ» را منتشر کرد؛ این تک‌آهنگ موفق شد در ایستگاه‌های رادیویی طرفدار پیدا کرده و باعث محبوبیت گروه شود؛ بعد از این موفقیت، گروه شروع به اجرا کنسرت‌ها کوچک در لس آنجلس نمود.
در ۶ نوامبر ۱۹۸۷، ان. دابلیو. ای آلبوم ان. دابلیو. ای و پو سی را با همکاری گروه هیپ-هاپی تکزاسی «فایلا فرش کرو» عرضه کرد. آلبوم توانست به رتبه ۳۹ بیلبورد رسیده و گواهینامه فروش طلا دریافت کند؛ کمی بعد از انتشار این آلبوم، شاهزاده عرب گروه را ترک کرد. ان. دابلیو. ای با جری هلر «روتلز رکوردز» را افتتاح و قرار دادی هم با «پری اوریتی رکودز» نیز امضا کرد.

## موزیک

### متن آهنگ‌ها
متن آهنگ‌های آلبوم به‌طور عمده توسط آیس کیوب و ام سی رن نوشته شده‌است. برخی منتقدان آلبوم، به‌طور صریح نحوه نگاه کردن خود به آلبوم را با عبارت «فریبا و پرزرق‌وبرق» نشان دادن «تبه‌کاری سیاه‌پوستان با یکدیگر» بیان کردند؛ اما بقیه منتقدان اذعان داشتند که گروه به‌طور ساده در حال نشان دادن زندگی در منطقه‌های کامپتن، کالیفرنیا و منطقه جنوب و جنوب مرکزی لس آنجلس بود.
در یک نقد گذشته نگر «استیو هو ایی» برای آل میوزیک بیان کرد که: «اشعار بیشتر دربارهٔ «بزرگ شدن در جهنم» است تا «انتقاد از جامعه»؛ اما همچنین بیان کرد که آلبوم «تازگی ابتدایی حساب نشده» را دارا هست»؛ که این جمله ناشی از حس شوخ‌طبعی اوست، هرچند چیزی که او فکر می‌کنند در هاردکور رپ نایاب است.
بسیاری از منتقدان متن آهنگ‌های آلبوم را به عنوان، «فریبا و پرزرق و برق نشان گروهای گنگستری» نقد کردند. نویسنده واشینگتن پست، «دیوید میلز» نوشت: «رپرهای هاردکور خیابانی از متن تند آهنگ‌های خود تحت عنوان 'انعکاسی از واقعیت' دفاع می‌کنند، اما برای تمامی صدای شلیک گلوله‌ها که در موزیک شان میکس می‌کند، رپرها به‌طور آشکار تلاش می‌کنند به صورت دراماتیک واقعیتی را نشان بدهند که در آن؛ 'یک مرد جوان بر روی زمین افتاده، یک گلوله سربی در سینه اِش هست، التماس کردن در بابر مرگ به آرامی او را در بر می‌گیرد'؛ برای آن‌ها آسان‌تر است که خود را در حال فشار دادن ماشه تصور کنند».
هرچند ادیتور مجله "ویچیتا ایگل بیگل، باد نورمن" اشاره کرد: " 'ان. دابلیو. ای' این را به صورت مسخره و خنده دار نشان نمی‌دهد، آن‌ها بدون قضاوت و با سر افکندگی توصیف می‌کنند.

### تولید

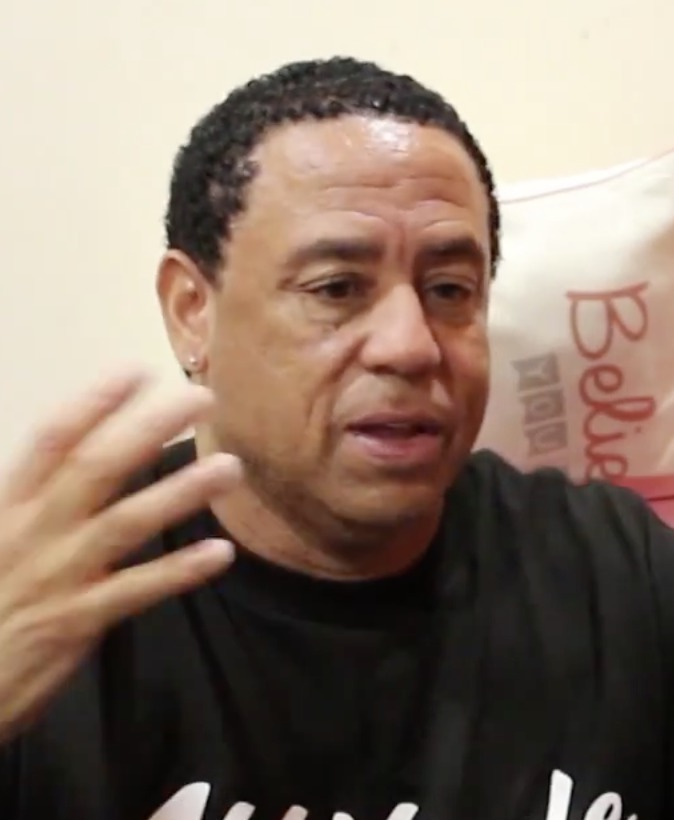
دی‌جی یلا در سال ۲۰۱۵

تهیه کنندگی این آلبوم در آن زمان به عنوان «با کیفیت‌ترین تولید» شناخته شد.
با تهیه‌کنندگی خوب دکتر دره به همراه آهنگ متن، بیت ماشین درام و صفحه گردانیدن خراش‌آمیز «دی‌جی یلا»، به‌طور کلی با یکدیگر به عنوان «ماهر و متخصص» در جوامع هیپ-هاپی نقد شدند. برخی از نقدها اذعان داشتند، پشتیبانی کم و بودجه اندکی که به آلبوم و اهمیتش داده شده بود، در مقابل تهیه‌کنندگان دیگری مانند «مارلی مال» بسیار ناچیز بود.

### محتوا
بحث‌برانگیزترین آهنگ آلبوم «لعنت به پلیس» بود، که تا حدی مسئول محبوبیت «ان. دابلیو. ای» به عنوان «خطرناک‌ترین گروه جهان» نیز بود؛ ولی این نشانه در نسخه سانسور شده آلبوم دیده نمی‌شد.
آهنگ «گنگستا گنگستا» دربارهٔ خطر، مشکلات و خشونت زندگی در جنوب لس آنجلس و کامپتن حرف می‌زند؛ آهنگ «خودت را بیان کن» دربارهٔ ایده آزادی بیان و سانسورهای قرار داده شده در ایستگاه‌هایی رادیویی برای هنرمندان، سخن می‌گوید.
تمامی اعضای «ان. دابلیو. ای» به غیر از دی‌جی یلا، یک آهنگ شخصی را ضبط کردند. ام سی ران، دو آهنگ: «اگر پرخاش نیست» و «سکوت بر مجموعه» را ضبط کرد. دکتر دره، که بیشتر تهیه‌کننده بود تا خواننده، در آهنگ «خودت را بیان کن» به خوانندگی پرداخت. آیس کیوب، در آهنگ «من اون یکی نیستم» به تنهایی به خوانندگی پرداخت. ایزی-ائی، فقط آهنگ «هشت توپ» را ریمیکس کرد، این آهنگ در آلبوم قبلی گروه به اسم، «ان.دابلیو.ای. و دِ پو سی» قرار داشت. تنها مهمان آلبوم نویسنده و خواننده «روتلز رکورد»، «دِ دی.او.سی.» بود، که در آغاز آهنگ «وابسته بودن به والدین توصیه می‌شود» به رپ کردن پرداخت. همچنین، شاهزاده عرب که یکی از بنیان‌گذاران گروه بود، با خوانندگی اندکی در آهنگ «یه چیزی هم واسه رقص» به همکاری با گروه پرداخت.
شش آهنگ: "گنگستا گنگستا"، "لعنت به پلیس"، "مستقیم از کامپتن (نسخه اکستندد میکس)"،"اگر پرخاش نیست"، "من اون یکی نیستم" و "خودت را بیان کن" از این آلبوم در آلبوم "آهنگ‌های برتر ان. دابلیو. ای" قرار گرفت.

## انتشار
آلبوم در ۹ اوت ۱۹۸۸ (۱۸ مرداد ۱۳۶۷)، توسط «روتلز رکوردز» و «پری او ریتی» عرضه شد؛ در بدو انتشار توانست به رتبه ۳۷ در آلبوم‌های برتر بیلبورد و به رتبه ۹ «آلبوم‌های برتر سول» بیلبورد برسید.

### تأثیرات
در جوامع هیپ هاپ در سراسر جهان این آلبوم یک یادداشت بالا را دریافت کرد، اعضای ان. دابلیو. ای، تبدیل به ستاره‌های محبوب در عصر جدیدی که در حال ظهور در گنگستا رپ بود، شدند؛ در حالی که شعرهای آیس کیوب و ام سی رن رو به محبوبیت گذاشتند. این آلبوم همچنین کمک به تخم ریزی بسیاری از ام سی‌های جوان و گروه‌های هیپ هاپ گانگستری از مناطق مانند، کامپتن، کالیفرنیا، و جنوب و جنوب مرکزی لس آنجلس کرد، برای آن‌هایی که فکر می‌کردند که همان داستان را برای گفتن و توانایی دنبال کردن مسیر شغلی که ان. دابلیو. ای، پیموده بود، را دارا هستند. از این گروه‌ها می‌توان به گروه؛ «تحت تعقیب‌ترین کامپتن» اشاره کرد.

این قطعاً بهترین آلبوم هیپ-هاپی هست که من تا حالا شنیده‌ام
— شینید اوکانر

### حواشی
به خاطر اشعار خشن، جنسی و به همراه ناسزا و به‌طور مخصوص توهین به سازمان‌های دولتی مانند پلیس لس آنجلس؛ «ان. دابلیو. ای» از شهرت خاص خود نزد سناتورهای آمریکا و اداره تحقیقات فدرال (اف.بی. آی) همیشه لذت می‌برد؛ که در یاداشت‌های منتشر شده در این آلبوم نیز نمود پیدا کرده‌است. این وضعیت به همراه عضو اصلی گروه ایزی-ای برای سال‌ها ادامه پیدا کرد.
یکی از دلایل این موضوع آهنگ «لعنت به پلیس» بود، که آهنگ بسیار بحث‌برانگیز آلبوم نیز بود، این آهنگ منجر به فرستادن یک پیام از سوی، اف.بی. آی و سرویس مخفی آمریکا به روتلز رکوردز شد؛ در نامه دولت آمریکا ناخشنودی خود را از پیام آهنگ‌ها به لیبل ناشر اعلام کرد و «ان. دابلیو. ای» از انجام کنسرت در مکان‌های مختلف هنری نیز منع شد.
نامه «اف.بی. آی» فقط موجب محبوبیت بیشتر برای آلبوم و «ان. دابلیو. ای» شد؛ در سال ۱۹۹۰ در موزیک ویدیو آهنگ «۱۰۰ مایل و دویدن»، زمانی که در حال فرار از پلیس هستند، دکتر دره با رپ کردن می‌گوید: «اُو حالا اف.بی. آی سرتاسر کیر ام هِ» که به عنوان پاسخ به هشدار «اف.بی. آی» بود.
همچنین آیس کیوب در آهنگ «تحت تعقیب ترین‌های آمریکا» با این خط از اشعارش «با یه نتیجه‌گیری نهایی، پلیس‌ها باید به خدمت بدن خاتمه، «اف.بی. آی» سرتاسر کیر ام هِ، بکش بیرون»؛ «اف.بی. آی» را مورد تمسخر قرار می‌دهد.

## بازخوردها

### نقدها
| بررسی انتقادی             | بررسی انتقادی |
| منبع                      | رتبه‌بندی      |
| ------------------------- | ------------- |
| آل‌میوزیک                  | [ ۲۵ ]        |
| بلندر                     | [ ۲۶ ]        |
| شیکاگو تریبون             | [ ۲۷ ]        |
| دائرةالمعارف موسیقی محبوب | [ ۲۸ ]        |
| لس آنجلس تایمز            | [ ۲۹ ]        |
| پیچفورک مدیا              | ۹٫۷/۱۰        |
| کیو                       | [ ۳۱ ]        |
| رولینگ استون              | [ ۳۲ ]        |
| آن کات                    | [ ۳۳ ]        |
| صدای دهکده                | B             |
| رابرت کریستگاو            | B             |
| پاپ مترز                  | ۷/۱۰          |

| نقد سال ۲۰۰۵   | نقد سال ۲۰۰۵  |
| بررسی انتقادی  | بررسی انتقادی |
| منبع           | رتبه‌بندی      |
| -------------- | ------------- |
| اسپاتنیک‌میوزیک | ۴/۵           |

در یک بررسی معاصر در شیکاکو تریبون، گِرگ کوت سبک موزیک «ان. دابلیو. ای» را «کاملتر و هراس انگیزتر» از گروه «دشمن ملت» و متن آهنگ‌های آن‌ها را «بی رحم» نامید.
مجله، «اورانج کانتری رچیستر» به زبان صریح آلبوم اشاره کرد؛ او بیان کرد که این مشخصه به دنباله رپر آمریکایی، آیس-تی هست و مانند یک «توله پیش‌آهنگ» در مقابل آن به نظر می‌آید. همچنین بیان کرد که آلبوم «به صورت جالبی ساده و بی‌آلایش» است و اینکه «آلبوم فاقد بینش و شور است که باعث می‌شود بهترین کارهای کسانی مثل؛ آیس-تی، 'بوگی دوون پروداکشن' و 'دشمن ملت' بسیار بیشتر رو به جلو و پیشرو تر؛ در این رقابت باشند».
«مارک هولمبرگ از مجله ریچموند تایمز-دیسپچ» آلبوم را به این‌گونه شرح داد، او نوشت: یک اثر بحث‌برانگیز-برای کلیسا(در فارسی عامه:ضد-آخوندی یا جنجال‌برانگیز-دینی)، دیوانه‌کننده-خانواده، بیان انتقادآمیز حقایق تعفن‌آمیزی که گروهای گنگستری، مواد فروشی، رانندگی به همراه تیراندازی، تبعیض جنسی بی رحمانه، فشار پلیس و نژادپرستی در آن غلت می‌زنند.
نیوزویک نوشت: «"مستقیم از کامپتن" یکی از عجیب‌ترین و هیجان‌انگیزترین آلبوم‌هایی است که تاکنون عرضه شده‌است» او همچنین بیان کرد: «اشاره به ریشه‌های زندگی گنگستری و افزودن فروش خودشان با اشاره به آن ریشه‌ها باعث به وجود آمدن یک پروژه خاص گنگستری شده‌است، زمانی که جرم و جنایت آغاز می‌شود و فروش به کنار می‌رود، آلبوم و این ریشه‌هایش هیچ توجه و دِینی را به آن جرم و جنایت‌ها ادا نمی‌کند.»
در سال ۲۰۰۲ به دنباله نسخه باز انتشار آلبوم، "جان کارامانیکا" از مجله رولینگ استون از مستقیم از کامپتن به عنوان یکی از "مهم‌ترین آلبوم‌های هیپ-هاپ" یاد می‌کند،
او می‌نویسد:
"اولین باری که به آلبوم گوش دادم "پرزرق‌وبرق" به نظر می‌آمد، بیت‌ها و تولید دکتر دره، اغلب شلوغ و فانکی بودند و یک فضایی مانند 'بی خیالی' و 'تغییر حالت روحی' را برای شنونده ایجاد می‌کردند، همچنین متن آهنگ‌ها که اغلب توسط آیس کیوب نوشته شده بودند، 'با قدرت حقایق را' در آهنگ‌ها بیان می‌کردند"؛ او در ادامه می‌گوید: "آلبوم با صدای بلند و ناهنجار از ماشین‌هایی که در لس آنجلس در تردد بودند و آسایش مردم را نادیده می‌گرفتند، شنیده می‌شد."

### فروش و عملکرد تجاری
این آلبوم توانست بدون پشتیبانی پخش آهنگ در رسانه‌ها و بدون هیچ‌گونه تور بزرگی؛ به فروش پلاتین سه‌گانه دست پیدا کند.
آلبوم برای اولین بار در سال ۱۹۸۹، وارد چارت‌های فروش شد که در آلبوم‌های برتر بیلبورد به رتبه ۳۷ و در «آلبوم‌های برتر سول» بیلبورد، به رتبه شماره ۹ رسید. در سال ۲۰۰۳ آلبوم دوباره وارد چارت‌های فروش شد و توانست به شماره ۳۵ در چارت «۷۵ آلبوم برتر بریتانیا» و شماره ۲۰ در «چارت ۷۵ آلبوم برتر ایرلند» دست یابد.
آلبوم پیش از سه میلیون نسخه خود را، در ایالات متحده به فروش رسانیده؛ و توانست در ۱۱ نوامبر ۲۰۱۵، به پلاتینیوم فروش سه‌گانه دست پیدا کند.
«مستقیم از کامپتن» پر فروش‌ترین آلبوم گروه است، آلبوم اول آن‌ها، ان.دابلیو.ای. و پو سی توانست به گواهینامه فروش طلا دست پیدا کند؛ آلبوم آخر آن‌ها، کاکاسیاه‌ها برای همیشه توانست به فروش پلاتینیوم دست پیدا کند. ناشر آلبوم، «پری او ریتی» بیان کرد: «۸۰٪ فروش آلبوم مربوط به حومه شهرها و فراتر از محله‌های سیاه پوستان است.»
یک هفته قبل از انتشار فیلم بیوگرافی، مستقیم از کامپتن، آلبوم دوباره به چارت‌های بیلبورد ۲۰۰ وارد شد و به رتبه ۱۷۳ رسید؛ دو هفته بعد توانست تا رتبه ۳۰ چارت‌ها بالا بیاید که ناشی از محبوبیت فیلم بود؛ همچنین این بار توانست به رتبه فروش خود در سال ۱۹۸۹ دست پیدا کرده و آن را هم پشت سر بگذارد.(در سال ۱۹۸۹، آلبوم به رتبه ۳۷ رسیده بود) در هفته اول اکران فیلم، آلبوم به رتبه ۴ در چارت‌های فروش رسید.
در ۱۱ نوامبر ۲۰۱۵، آلبوم با پشت سر گذاشتن ۳ میلیون نسخه فروش در ایالات متحده، سومین گواهینامه پلاتینیوم فروش خود را دریافت کرد.

### ستایش‌ها
شینید اوکانر خواننده ایرلندی گفت:
قطعاً، من می‌توانم ببینم، که مردم ممکن است توسط متن آهنگ‌ها دلخور بشوند؛ اما به عنوان یک انسان نه به عنوان یک فرد مشهور، من اصلاً مشکل و دلخوری بابت این مورد ندارم. من از خواندن مصاحبه‌ها با افرادی مثل آیس کیوب، متوجه شدم که آن‌ها به‌طور کلی دربارهٔ زنان صحبت نمی‌کنند، بلکه دربارهٔ خصوصیات آن‌ها صحبت می‌کنند، و این جاست که اشعار معنا پیدا می‌کنند. نظر من این است که این آلبوم یک اثر درخشان است؛ بشخصه واقعاً از، هاردکور هیپ-هاپ و درون مایه‌های سبک رگی خوشم می‌آید، پس واقعاً از شنیدن آلبوم لذت می‌برم.
مجله هیپ هاپ کانکشن در ژوئیه ۱۹۹۴ نوشت:
شوکه‌کننده به نظر میاد که در آن زمان پنج مرد سیاسی سیاه‌پوست بودند که خودشون رو 'کاکاسیاه' و زنانشون رو 'جنده' خطاب می‌کردند؛ در صورتی که در آن زمان، 'رپ آفریقایی' عاری از این کلمات و اصطلاحات بود…؛ مستقیم از کامپتن بسیار مهیج به نظر می‌آید، جزیات کوچکی مانند، واقع گرایی و بیان حقایق در آلبوم هستند که آن را کامل تر می‌کنند؛ اما این جزیات می‌توانند به راحتی نادیده گرفته شوند.

«"رپرها مجبور نیستند همیشه در آهنگ‌هایشان، خود را 'کاکاسیاه' خطاب کنند."»

هیپ هاپ کانکشن
مجله کیو در سال ۱۹۸۹، مستقیم از کامپتن را در لیست «۵۰ عنوان برتر سال ۱۹۸۹» قرار داد.
مجله موسیقی آلترنتیو پرس در سال ۱۹۹۵ (۷\۹۵، ص. ۸۸)، این آلبو را در رتبه ۴۵ ام لیست «۹۹ آلبوم برتر بین سال‌های ۸۵–۹۵» خود، قرار داد.
مجله هیپ هاپ کانکشن، "مستقیم از کامپتن" را در رتبه ۳ ام لیست خود به اسم «بهترین آلبوم‌های رپ» قرار داد.
در سال ۱۹۹۸، در رتبه ۶۸ ام لیست «۱۰۰ آلبوم برتر سورس» قرار گرفت.
در سال ۲۰۰۳، شبکه تلویزیون وی اچ وان، این آلبوم را در رتبه ۶۲ لیست «آلبوم‌های برتر دوران» قرار داد.
آلبوم به رتبه ۱۰ لیست «۱۰۰ آلبوم برتر ۱۹۸۵–۲۰۰۵» مجله "اسپین" دست یافت.
"مستقیم از کامپتن" تنها آلبوم گروه هست که در لیست مجله رولینگ استون به نام، "۵۰۰ آلبوم برتر تاریخ" قرار دارد؛ (در رتبه ۱۴۴ ام) و اولین آلبوم هیپ-هاپی است که در نخستین نقد خود از منتقدان این مجله، پنج ستاره دریافت کرد؛ کمدین آمریکایی کریس راک، در مقاله ایی که در سال ۲۰۰۵ برای این مجله نوشت، به نام "۲۵ آلبوم برتر هیپ-هاپ تاریخ"؛ "مستقیم از کامپتن" را در رتبه نخست قرار داد.
همچنین رولینگ استون آهنگ «لعنت به پلیس» در رده‌بندی «۵۰۰ ترانهٔ برتر همهٔ دوران»، در جایگاه چهارصد و بیست و پنجم قرار داد.
آلبوم به رتبه ۱۱۲ ام لیست «برترین آلبوم‌های تاریخ»، در سایت «اَکِلیمد میوزیک» دست یافت.
در سال ۲۰۰۴، دیجیتال آرتز کاور مستقیم از کامپتن را در رتبه ۱۷ ام لیست «۲۵ کاور آلبوم برتر» خود، قرار دادند.
در سال ۲۰۰۶، این آلبوم در لیست کتاب «۱۰۰۱ آلبومی که باید قبل از مرگ شنید» قرار گرفت.
در همین سال مجله تایم، مستقیم از کامپتن را در رتبه ۵۹ ام لیست «۱۰۳ آلبوم برتر تاریخ» قرار داد.

## نام آلبوم
بعد از موفقیت آلبوم، اسم آلبوم به فرهنگ و زبان عامیانه ایالات متحده اضافه شد؛ از لحاظ زبان‌شناسی اسم آلبوم «مستقیم از کامپتن» ترجمه می‌شود اما در زبان عامیانه معنای دگری پیدا کرده‌است.
در زبان عامه انگلیسی-با گویش آمریکایی این جمله "بچه‌های ناف کامپتن" معنی می‌دهد، یعنی دو کلمه «"...Straight Out t(h)a"» معنی می‌شود، «"مستقیم بیرون…"» ولی در زبان عامیانه «"ناف جایی بودن"» بودن درک می‌شود.
به‌طور مثال، جمله «"We're Straight Outta Hell"» ترجمه می‌شود، «"ما مستقیم بیرون جهنمیم"» اما در زبان عامیانه معنی می‌دهد «"ما بچه‌های ناف جهنمیم"».
همچنین، «"straight out"» معنی "اصل یک موضوع و با صداقت گفتن" را معنی می‌دهد.

## در فرهنگ عامه

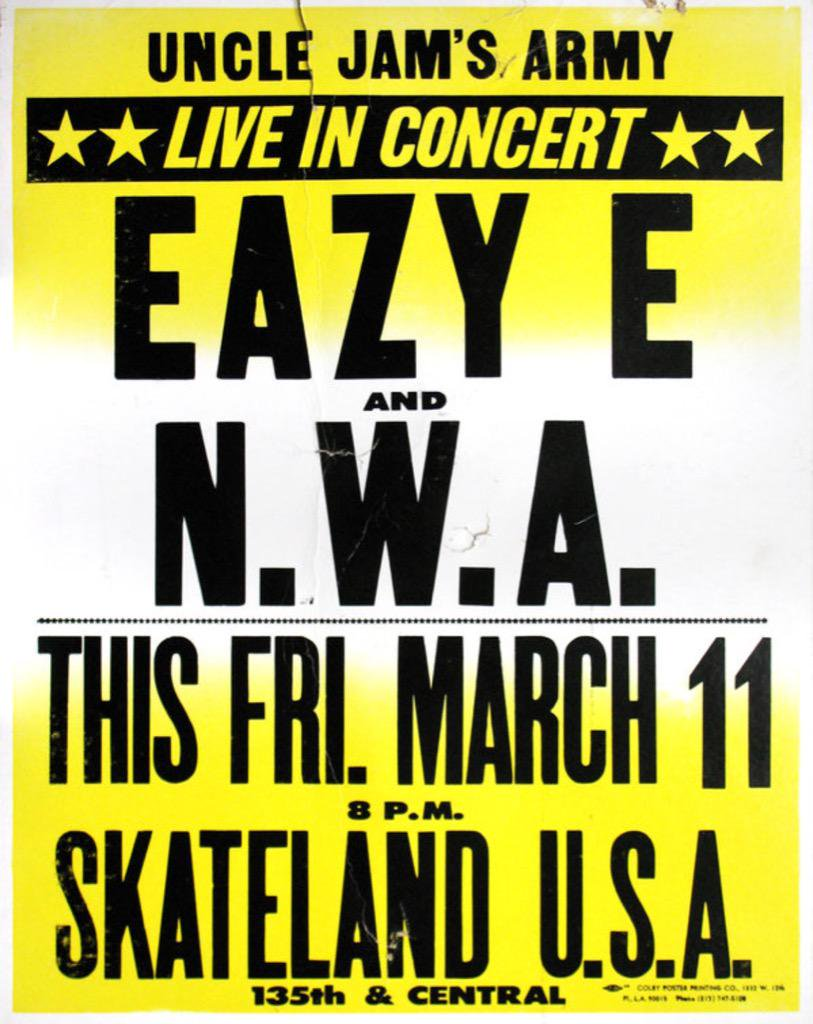
پوستر یکی از اولین کنسرت‌های ان. دابلیو. ای

کاور آلبوم و اسم آن، توسط کارتون ساز آمریکایی، «بیل هول بروک» در سال ۲۰۰۴ برای وب کامیک خویش، به نام: کوین و کیل (به انگلیسی:Kevin and Kell) پارودی شد و تحت عنوان، مجموعه مستقیم بیرون کامپیوترها (بچه‌های ناف کامپیوترها) (به انگلیسی:Straight Outta Computers) منتشر شد.
گروه هیپ-هاپ ولزی «گولی لوکین چین» برای آلبوم سال ۲۰۰۵ خود «مستقیم بیرون نیوپرت»، ویرد ال یانکوویچ، برای آلبوم سال ۲۰۰۶ خود «مستقیم بیرون لین وود» و گروه گرایندکور استرالیایی «بلود داستر» برای آلبوم سال ۱۹۹۷ خود «مستقیم بیرون نورث کورد»، از اسم این آلبوم استفاده کردند. گروه پانک راک «ان او اف اکس» در آلبوم ای پی خود «کوکی دلقک»، آهنگی را با عنوان، «مستقیم بیرون ماساچوست» عرضه کردند.
رپر گروه جی-یونیت، یانگ باک اسم اولین آلبوم خود را «مستقیم بیرون کشویل» قرار داد.
گروه هاردکور پانک، استریت اج "گود کلن فان"، آلبوم سال ۲۰۰۱، خود را با نام "مستقیم بیرون هاردکور (بچه‌های ناف هاردکور)" (با یک کاور مشابه به این آلبوم) عرضه کردند؛ همچنین عبارت: «"شما در شرف دیدن قدرت مثبت بودن هستید"» (به انگلیسی:You are about to witness the strength of positivity) در آغاز آلبوم بیان می‌شود که تقلیدی از آغاز آهنگ "مستقیم از کامپتن" است.
در فیلم خیابان جامپ شماره ۲۱، بخشی از آهنگ «مستقیم از کامپتن» زمانی که دانش آموزان در حال خراب کاری هستند پخش می‌شود؛ همچنین در فیلم خیابان جامپ شماره ۲۲، خانم دیکسون بیان می‌کند، که «بچه ناف کامپتن» هست، زمانی که در حال صحبت کردن دربارهٔ گذشته خود و همسرش (با بازی آیس کیوب) است.

## لیست آهنگ‌ها
تمام آهنگ‌ها، توسط دکتر دره و دی‌جی یلا ساخته شده‌است.
| شماره | عنوان                                       | نویسندگان                                                            | خوانندگان                                                | نمونه‌ها | مدت  |
| ----- | ------------------------------------------- | -------------------------------------------------------------------- | -------------------------------------------------------- | --- | ---- |
| ۱     | مستقیم از کامپتن                            | - آیس کیوب - ایزی-ئی - ام سی رن                                      | - آیس کیوب - ایزی. ای - ام سی رن                         | - فانکی درامر توسط جیمز براون - "You'll Like It Too" by Funkadelic - "West Coast Poplock" by Ronnie Hudson and the Street People - "Get Me Back on Time, Engine No. 9" by Wilson Pickett - Amen, Brother" by The Winstons - One for the Treble" by Davy DMX | ۴:۱۹ |
| ۲     | لعنت به پلیس                                | - آیس کیوب - ام سی رن (همچنین برای ایزی ای)                          | - آیس کیوب - ام سی رن - ایزی. ای                         | - فانکی پرزیدنت توسط جیمز براون - "It's My Thing" by Marva Whitney - "Boogie Back" by Roy Ayers - "Feel Good" by Fancy - فانکی درامر توسط جیمز براون - لات ظالم توسط ایزی. ای - "Be Thankful for What You Got" by William DeVaughn | ۵:۴۵ |
| ۳     | گنگستا گنگستا                               | - آیس کیوب (همچنین برای ایزی. ای) - ام سی رن                         | - آیس کیوب - ایزی. ای                                    | - "Weak at the Knees" by Steve Arrington - غارنشین توسط جیمی کستر بانچ - "Be Thankful for What You Got" by William DeVaughn - "Impeach the President" by The Honey Drippers - N.T." by Kool & the Gang - "Funky Worm" by Ohio Players - "Prison" by Richard Pryor - "(My Philosophy" by Boogie Down Productions (KRS-One - "La Di Da Di" by Doug E. Fresh and Slick Rick - "Girls" by Beastie Boys - "لات ظالم" توسط ایزی. ای - Take the Money and Run by Steve Miller Band                                                                                      | ۵:۳۶ |
| ۴     | اگر پرخاش نیست                              | - ام سی رن                                                           | - ام سی رن                                               | - "یک ستاره در محله یهودی نشین" توسط «Average White Band» - "در مجموعه ساکت باش" و "مستقیم از کامپتن" توسط ان.دابلیو.ای - "لات ظالم" توسط «ایزی-ای» - "بزرگنمایی را باور نکن" توسط «دشمن ملت» | ۳:۳۴ |
| ۵     | احتیاط در وابسته بودن به والدین توصیه می‌شود | - د دی.او. سی (همچنین برای دکتر دره و ایزی-ای) - ام سی رن - آیس کیوب | - د دی.او. سی - دکتر دره - ام سی رن - آیس کیوب - ایزی-ای | - "من تو را شهوتی می‌کنم" توسط «The Isley Brothers» و «Dave "Baby" Cortez» | ۵:۱۵ |
| ۶     | هشت توپ (ریمیکس)                            | - آیس کیوب                                                           | - ایزی-ای                                                | - "ضرب من است" توسط «Sweet Tea» - "سپاس‌گزار باش برای چیزی که داری" «William DeVaughn» - "بله، ما می‌توانیم می‌توانیم" توسط «The Pointer Sisters» - "(تو باید) بجنگی برای چیزی که حقه (تو مهمونی!)"، "سبک جدید"، "دختران"، "پل ریور" و "الان نگهش دار، بزنش" توسط بیستی بویز - "نابودگر ایکس با دستان خود صحبت می‌کند" و "قدرت قانونی پیش از حد" توسط «دشمن ملت» - "هالیوود در حال نوسان" توسط «Kool & the Gang» - "بیاید این را راه بیندازیم" توسط ماروین گی - "برو به دکتر" توسط «Kool Moe Dee» - "بچه‌های محله" توسط «ایزی-ای» - "ترانه من" توسط «اریک بی؛ و رکیم» | ۴:۵۲ |
| ۷     | یه چیزی تو اون مایه‌ها                       | - ام سی رن (همچنین برای دکتر دره)                                    | - ام سی رن - دکتر دره                                    | - "پایین خیابان" توسط «Fat Larry's Band» - "پول بردار و بدو" توسط استیو میلر بند - "فکر می‌کنم انجامش میدم" توسط «Z. Z. Hill» | ۳:۳۵ |
| ۸     | خودت را بیان کن                             | - آیس کیوب                                                           | - دکتر دره                                               | - "خودت را بیان کن" توسط «Charles Wright & the Watts 103rd Street Rhythm Band» - "ساقی" توسط «ان. دابلیو. ای» | ۴:۲۵ |
| ۹     | کامپتن تو خونست (ریمکس)                     | - ام سی رن (همچنین برای دکتر دره)                                    | - ام سی رن - دکتر دره                                    | - یه چیزی تو اون مایه‌ها توسط "ان. دابلیو. ای" | ۵:۲۰ |
| ۱۰    | من اون یکی نیستم                            | - آیس کیوب                                                           | - آیس کیوب                                               | - "The Message (Inspiration)"by Brass Construction | ۴:۵۴ |
| ۱۱    | ساقی (ریمکس)                                | - آیس کیوب (همچنین برای ایزی-ای)                                     | - آیس کیوب - ایزی-ای                                     | - "Dance to the Drummer's Beat" by Herman Kelly and Life - "Funky Worm" by Ohio Players - ".My Posse" by C.I.A | ۵:۲۰ |
| ۱۲    | سکوت بر مجموعه                              | - ام سی رن                                                           | - ام سی رن                                               | - "Down to the Grissle" by Cool C - "Funky Drummer" by James Brown - "I Get Lifted" by George McCrae - "Rock Creek Park" by The Blackbyrds - "Take the Money and Run" by Steve Miller Band - مستقیم از کامپتن توسط "ان. دابلیو. ای" - "On the Bugged Tip" by Big Daddy Kane - "Rebel Without a Pause" by Public Enemy | ۳:۵۹ |
| ۱۳    | یه چیزی هم واسه رقص                         | - شاهزاده عرب                                                        | - شاهزاده عرب - ایزی-ای - دی‌جی یلا - دکتر دره            | - "You're the One for Me" by D-Train - "Dance to the Music" by Sly and the Family Stone | ۳:۲۳ |

| ترک‌های هدیه نسخه باز انتشار ۲۰۰۲ | ترک‌های هدیه نسخه باز انتشار ۲۰۰۲  | ترک‌های هدیه نسخه باز انتشار ۲۰۰۲ | ترک‌های هدیه نسخه باز انتشار ۲۰۰۲ | ترک‌های هدیه نسخه باز انتشار ۲۰۰۲ |
| شماره                            | نام                               | نویسنده(ها)                      | خواننده (گان)                    | مدت                              |
| -------------------------------- | --------------------------------- | -------------------------------- | -------------------------------- | -------------------------------- |
| ۱۴.                              | «خودت را بیان کن» (اکستنند میکس)  | آیس کیوب ام سی رن                | دکتر دره ام سی رن آیس کیوب       | ۴:۴۲                             |
| ۱۵.                              | «بیتس هدیه»                       |                                  |                                  | ۳:۰۳                             |
| ۱۶.                              | «مستقیم از کامپتن» (اکستنند میکس) | آیس کیوب دِ.دی.او.سی. ام سی رن    | ام سی رن ایزی-ائی آیس کیوب       | ۴:۵۳                             |
| ۱۷.                              | «جنده جنده ست»                    | آیس کیوب                         | آیس کیوب                         | ۳:۱۰                             |

| ترک‌های هدیه باز انتشار ۲۰۰۷ (۲۰ سالگرد انتشار) | ترک‌های هدیه باز انتشار ۲۰۰۷ (۲۰ سالگرد انتشار)          | ترک‌های هدیه باز انتشار ۲۰۰۷ (۲۰ سالگرد انتشار) | ترک‌های هدیه باز انتشار ۲۰۰۷ (۲۰ سالگرد انتشار) | ترک‌های هدیه باز انتشار ۲۰۰۷ (۲۰ سالگرد انتشار) |
| شماره                                          | نام                                                     | نویسنده(ها)                                    | خواننده (گان)                                  | مدت                                            |
| ---------------------------------------------- | ------------------------------------------------------- | ---------------------------------------------- | ---------------------------------------------- | ---------------------------------------------- |
| ۱۴.                                            | «لعنت به پلیس» (تری بیوت ریمیکس (ریمیکس ادای احترام))   | ام سی رن ایزی-ائی                              | بون توگز-اَن-هارمونی                            | ۵:۰۲                                           |
| ۱۵.                                            | «گنگستا گنگستا» (تری بیوت ریمیکس (ریمیکس ادای احترام))  | ایزی-ائی ام سی رن                              | اسنوپ داگ سی-موردور                            | ۴:۳۹                                           |
| ۱۶.                                            | «ساقی» (تری بیوت ریمیکس (ریمیکس ادای احترام))           | آیس کیوب ایزی-ائی                              | مک ۱۰                                          | ۴:۰۱                                           |
| ۱۷.                                            | «اگر پرخاش نیست» (تری بیوت ریمیکس (ریمیکس ادای احترام)) | ام سی رن                                       | دابلیو سی                                      | ۳:۴۴                                           |
| ۱۸.                                            | «کامپتن تو خونست» (اجرا زنده)                           | دکتر دره ایزی-ائی                              | دکتر دره ام سی رن                              | ۲:۰۲                                           |

## پرسنل
- طراح جلد: هلنا فریمن
- مهندس صدا: داناون سَوون
- مدیر تولید اجرایی: اریک رایت (ایزی-ئی)
- میکس و مسترینگ: بیگ بیس برایان
- عکاس: اریک پاپلتِن
- تولیدکنندگان: دکتر دره، دی‌جی یلا

### تعداد حضورها
تعداد حضور به معنی، تعداد دفعات خوانندگی در آهنگ‌های مختلف است.
- ام سی رن در ۷ آهنگ
- ایزی-ئی در ۷ آهنگ
- آیس کیوب در ۶ آهنگ
- دکتر دره در ۵ آهنگ
- دی‌جی یلا در ۱ آهنگ
- شاهزاده عرب در ۱ آهنگ
- دِ.دی.او.سی. در ۱ یک آهنگ

## چارت‌ها
| چارت (۱۹۸۹)                            | Peak position |
| -------------------------------------- | ------------- |
| ایالات متحده آلبوم‌های برتر             | ۳۷            |
| ایالات متحده بیلبورد آلبوم‌های برتر سول | ۹             |
| چارت (۱۹۹۱)                            | Peak position |
| چارت آلبوم‌های استرالیا (ARIA)          | ۵۱            |
| چارت آلبوم‌های نیوزلند                  | ۴۳            |
| چارت (۲۰۰۳)                            | Peak position |
| چارت آلبوم‌های ایرلند                   | ۲۰            |
| چارت آلبوم‌های بریتانیا                 | ۳۵            |
| چارت (۱۶–۲۰۱۵)                         | Peak position |
| چارت آلبوم‌های استرالیا (ARIA)          | ۸             |
| چارت آلبوم‌های اتریش                    | ۵۵            |
| چارت آلبوم‌های فرانسه                   | ۱۷            |
| چارت آلبوم‌های آلمان                    | ۳۶            |
| چارت آلبوم‌های ایرلند                   | ۷۷            |
| چارت آلبوم‌ها نروژ                      | ۳۸            |
| چارت آلبوم‌های سوئیس                    | ۵۴            |
| چارت آلبوم‌های آر اند بی بریتانیا       | ۶             |
| ایالات متحده بیلبورد ۲۰۰               | ۴             |

## گواهینامه‌های فروش
| کشور                | گواهی‌نامه    | فروش      | منبع‌ها |
| ------------------- | ------------ | --------- | ------ |
| بریتانیا (BPI)      | پلاتینیوم    | ۳۰۰٬۰۰۰   | [ ۷۶ ] |
| ایالات متحده (RIAA) | پلاتینیوم ×۳ | ۳٬۰۰۰٬۰۰۰ | [ ۷۷ ] |